# Jacques Martin (Moderator)
Jacques Martin (* 22. Juni 1933 in Lyon; † 14. September 2007 in Biarritz) war ein französischer Schauspieler und Fernsehmoderator.

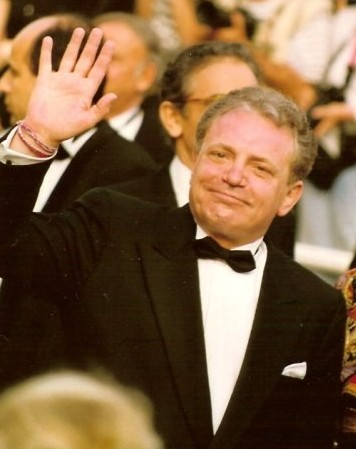
Jacques Martin am Festival de Cannes 1992

## Leben
Jacques Martin war ursprünglich Theater-, Film- und Fernsehschauspieler, machte aber Karriere als Entertainer und Moderator, insbesondere beim Fernsehsender France 2. Mit seiner Sendung L’École des fans war er eine der beliebtesten Fernsehpersönlichkeiten Frankreichs. In den 1970er-Jahren arbeitete Martin gelegentlich auch als Filmproduzent und -regisseur.
Martin ist achtfacher Vater. Seine Kinder stammen aus insgesamt vier Beziehungen. Am 10. August 1984 heiratete er Cécilia Ciganer-Albéniz. Die Trauung vollzog der Bürgermeister des Pariser Vororts Neuilly-sur-Seine, Nicolas Sarkozy, der nach der Scheidung von Martin, Cécilias nächster Ehemann wurde. Aus der Ehe gingen mit Judith Martin (* 22. August 1984) und Jeanne-Marie Martin (* 8. Juni 1987) zwei Töchter hervor.
1998 erlitt Martin einen Gehirnschlag und war seitdem halbseitig gelähmt. Er starb in seinem Haus in Biarritz an Krebs.

## Filmografie
- 1964: Die Fahndung (L'amour avec des si)
- 1969: Erotissimo
- 1972: Sex-shop
- 1973: Na!
- 1982: Die Spaziergängerin von Sans-Souci (La passante du Sans-Souci)